# Districtul Tolna
Tolna (în maghiară Tolnai járás) este un district în județul Tolna, Ungaria.
Districtul are o suprafață de 205,24 km2 și o populație de 18.210 locuitori (2013).